# Breuilpont
Breuilpont és un municipi francès situat al departament de l'Eure i a la regió de Normandia. L'any 2007 tenia 1.153 habitants.

## Demografia

### Població
El 2007 la població de fet de Breuilpont era de 1.153 persones. Hi havia 424 famílies, de les quals 89 eren unipersonals (53 homes vivint sols i 36 dones vivint soles), 129 parelles sense fills, 186 parelles amb fills i 20 famílies monoparentals amb fills.
La població ha evolucionat segons el següent gràfic:
Habitants censats

### Habitatges
El 2007 hi havia 536 habitatges, 434 eren l'habitatge principal de la família, 77 eren segones residències i 25 estaven desocupats. 504 eren cases i 30 eren apartaments. Dels 434 habitatges principals, 333 estaven ocupats pels seus propietaris, 89 estaven llogats i ocupats pels llogaters i 12 estaven cedits a títol gratuït; 1 tenia una cambra, 26 en tenien dues, 61 en tenien tres, 109 en tenien quatre i 237 en tenien cinc o més. 304 habitatges disposaven pel capbaix d'una plaça de pàrquing. A 190 habitatges hi havia un automòbil i a 225 n'hi havia dos o més.

### Piràmide de població
La piràmide de població per edats i sexe el 2009 era:
| Homes | Edats   | Dones |
| ----- | ------- | ----- |
| 0     | 95 o +  | 4     |
| 0     | 90 a 94 | 0     |
| 12    | 85 a 89 | 16    |
| 4     | 80 a 84 | 8     |
| 12    | 75 a 79 | 16    |
| 12    | 70 a 74 | 20    |
| 24    | 65 a 69 | 16    |
| 8     | 60 a 64 | 20    |
| 32    | 55 a 59 | 24    |
| 68    | 50 a 54 | 44    |
| 48    | 45 a 49 | 56    |
| 56    | 40 a 44 | 56    |
| 16    | 35 a 39 | 32    |
| 48    | 30 a 34 | 52    |
| 32    | 25 a 29 | 20    |
| 24    | 20 a 24 | 28    |
| 52    | 15 a 19 | 56    |
| 48    | 10 a 14 | 52    |
| 40    | 5 a 9   | 24    |
| 40    | 0 a 4   | 36    |

## Economia
El 2007 la població en edat de treballar era de 790 persones, 597 eren actives i 193 eren inactives. De les 597 persones actives 527 estaven ocupades (287 homes i 240 dones) i 69 estaven aturades (36 homes i 33 dones). De les 193 persones inactives 60 estaven jubilades, 63 estaven estudiant i 70 estaven classificades com a «altres inactius».

### Ingressos
El 2009 a Breuilpont hi havia 461 unitats fiscals que integraven 1.243 persones, la mediana anual d'ingressos fiscals per persona era de 21.529 €.

### Activitats econòmiques
Dels 64 establiments que hi havia el 2007, 2 eren d'empreses alimentàries, 1 d'una empresa de fabricació d'altres productes industrials, 12 d'empreses de construcció, 17 d'empreses de comerç i reparació d'automòbils, 4 d'empreses de transport, 3 d'empreses d'hostatgeria i restauració, 4 d'empreses d'informació i comunicació, 1 d'una empresa financera, 1 d'una empresa immobiliària, 11 d'empreses de serveis, 3 d'entitats de l'administració pública i 5 d'empreses classificades com a «altres activitats de serveis».
Dels 21 establiments de servei als particulars que hi havia el 2009, 1 era una oficina de correu, 5 tallers de reparació d'automòbils i de material agrícola, 4 paletes, 3 guixaires pintors, 1 lampisteria, 1 electricista, 2 empreses de construcció, 1 perruqueria, 2 restaurants i 1 saló de bellesa.
Dels 5 establiments comercials que hi havia el 2009, 1 era una botiga de menys de 120 m², 3 carnisseries i 1 una joieria.
L'any 2000 a Breuilpont hi havia 6 explotacions agrícoles.

## Equipaments sanitaris i escolars
El 2009 hi havia una escola elemental.

## Poblacions properes
El següent diagrama mostra les poblacions més properes.